# Джон Уик 4
«Джон Уи́к 4» (англ. John Wick: Chapter 4) — американский художественный фильм в жанре неонуарного остросюжетного боевика, поставленный режиссёром Чадом Стахелски по сценарию Шэя Хаттена и Майкла Финча как продолжение фильма «Джон Уик 3» из серии о бывшем наёмном убийце в исполнении Киану Ривза наряду с Донни Йеном, Биллом Скарсгардом, Риной Саваямой, Хироюки Санадой, Клэнси Брауном, Марко Сарором, Скоттом Эдкинсом, Лоренсом Фишберном, Лэнсом Реддиком и Иэном Макшейном. Первый фильм серии, снятый без участия Дерека Колстада — создателя персонажа Джона Уика и сценариста трёх предыдущих фильмов.
Выход в кинопрокат состоялся в 2023 году: 23 марта — в России, 24 марта — в США.

## Сюжет
В Нью-Йорке Джон Уик готовится отомстить Правлению Кланов, скрываясь под землёй вместе с «Голубиным Королём». Он отправляется в Марокко и убивает Старейшину, единственного человека, стоящего выше Правления. Из-за этого управляющий отеля «Континенталь» Уинстон Скотт и его консьерж Харон вызываются к маркизу Венсану де Грамону, высокопоставленному члену Правления, который отчитывает Уинстона за его неспособность убить Джона.
В наказание, де Грамон отстраняет Уинстона от обязанностей управляющего, уничтожает «Континенталь» и убивает Харона. Затем, он отправляется в Париж и нанимает Каина, слепого, вышедшего на пенсию наёмного убийцу и старого друга Джона, чтобы тот убил его, угрожая в противном случае убить дочь Каина. Джон находит убежище в отеле «Континенталь Осака», которым управляет его друг Симадзу Кодзи, являющийся братом Каина. Убийцы де Грамона, возглавляемые его правой рукой Чиди, прибывают вместе с Каином, чтобы убить Джона. Акира, дочь Кодзи и консьерж отеля, приказывает эвакуировать отель и присоединяется к своему отцу, Джону и персоналу отеля в борьбе с убийцами Правления. Акира ранена, в то время как Кодзи рассказывает Джону, как сбежать. По пути Джон отбивается от очередной волны убийц, за которыми следует Каин.
Их прерывает следопыт, преследующий Джона ради контракта, по прозвищу Мистер Никто, но он отпускает Джона, решив, что денег по контракту пока недостаточно. Акира тоже сбегает, но Кодзи убит Каином. Джон возвращается в Нью-Йорк и встречается с Уинстоном на могиле Харона. Уинстон предлагает Джону вызвать де Грамона на Верховную дуэль, поскольку победа освободит его от обязательств перед Правлением. Согласно традициям, Джон может вызвать на дуэль только от имени преступной семьи. Учитывая, что ранее он разорвал свои связи с Ruska Roma, Джон отправляется в их штаб-квартиру в Берлине, чтобы получить новый герб, отмечающий его членство в синдикате. Его приёмная сестра Катя соглашается сделать это в обмен на убийство Киллы Харкана, главы немецкого старшего стола, который убил её отца.
Джон находит и убивает Киллу в его ночном клубе. Затем Катя клеймит руку Джона гербом Ruska Roma, что позволяет Джону официально запросить дуэль с де Грамоном через Уинстона, который, в свою очередь, просит восстановить «Нью-Йорк Континенталь» и его в качестве управляющего в рамках его условий в случае победы Джона. В Париже Джон и де Грамон решают параметры своей дуэли на встрече, модератором которой является Предвестник, эмиссар Правления. Де Грамон назначает сопротивляющегося Каина сражаться вместо себя. Поединок должен состояться на рассвете следующего дня в Сакре-Кёр; Вестник сообщает, что и Джон, и Уинстон будут казнены, если первый не явится вовремя. Каин говорит де Грамону что отказывается биться за него, тот в свою очередь напоминает ему о дочери и последствиях, Каин молча отходит. «Голубиный Король» прибывает в Париж, чтобы подарить Джону оружие и новый баллистический костюм.
Де Грамон пытается помешать Джону прибыть на дуэль, заключив контракт на 40 миллионов долларов за его голову. Джон отбивается от киллеров по пути в Сакре-Кёр, включая Мистера Никто, но последний прекращает охоту на Джона после того, как тот спасает собаку Мистера Никто от убийства Чиди. Каин помогает Джону с боем подняться по лестнице, ведущей в Сакре-Кёр; Чиди чуть не убивает Джона, но Мистер Никто убивает его первым. Джон и Каин чудом добираются до вершины вовремя. Они сражаются на пистолетах; Каин тяжело ранит Джона в первых двух раундах. Де Грамон собирается лично казнить Джона в финальном раунде, но Джон, который не выстрелил из своего пистолета в Каина, стреляет и убивает де Грамона. Вестник объявляет его свободным от долга Правлению, и Джон мирно умирает на ступенях Сакре-Кёр от нанесённых ему огнестрельных ранений.
После того, как Уинстон восстановлен в должности управляющего «Континенталя», он и Голубиный Король посещают могилу Джона, который похоронен рядом со своей покойной женой Хелен. В это время Уинстон намекает на то, что Джон, возможно, жив.
В сцене после титров Акира приближается к Каину, стремясь отомстить за смерть своего отца.

## В ролях
| Актёр          | Роль                    |
| -------------- | ----------------------- |
| Киану Ривз     | Джон Уик                |
| Иэн Макшейн    | Уинстон Скотт           |
| Билл Скарсгард | маркиз Венсан де Грамон |
| Донни Йен      | Каин                    |
| Лоренс Фишберн | «Голубиный Король»      |
| Лэнс Реддик    | Харон                   |
| Хироюки Санада | Симадзу Кодзи           |
| Рина Саваяма   | Акира                   |
| Шамир Андерсон | Мистер Никто / Трекер   |

| Актёр              | Роль         |
| ------------------ | ------------ |
| Клэнси Браун       | Вестник      |
| Марко Сарор        | Чиди         |
| Скотт Эдкинс       | Килла Харкан |
| Наталия Тена       | Катя         |
| Свен Марквардт     | Клаус        |
| Джордж Георгиу     | Старейшина   |
| Эми Кван           | Мия          |
| Андрей Каминский   | священник    |
| Мари-Пьерра Какома | диджей       |

## Производство
О начале работы над четвёртым фильмом было объявлено в мае 2019 года, сразу после премьеры третьего. На пост режиссёра, как и в предыдущих лентах, был назначен Чад Стахелски, а на главную роль утверждён Киану Ривз. Последний в апреле 2019 года заявил, что будет играть Джона Уика, пока его «держат ноги», а в декабре того же года начал тренировки для подготовки к съёмкам и даже освоил нунчаки. Координатором трюков в фильме выступил Скотт Роджерс.
В мае 2020 года стало известно, что из-за пандемии коронавируса предпроизводственный этап был приостановлен. В январе 2021 года появилась информация о том, что сценарий фильма закончен и что съёмки начнутся в ближайшее время. В мае к актёрскому составу присоединилась Рина Саваяма, а в июне к нему присоединились Донни Йен, Шамир Андерсон, Хироюки Санада, Билл Скарсгард.
В июне 2020 года стало известно, что в фильм войдёт несколько экшн-сцен, вырезанных из «Джона Уика 3»; в этих сценах используются сюжетные элементы из легенд о короле Артуре, вестернов и самурайских фильмов.
Съёмки фильма проходили с июня по октябрь 2021 года. В июне 2021 года в Берлине и Париже начался съёмочный период. Некоторая часть сцен также была снята в Японии и Нью-Йорке. Официально съёмки завершились в октябре того же года.
Детали сюжета четвёртой ленты, вплоть до её выхода в прокат, создатели держали в секрете, но Чад Стахелски в одном из своих интервью предупредил зрителей, что они не должны ждать счастливого финала. Кроме того, Стахелски рассказал журналистам, что наёмница София, которая в третьем фильме выступила помощницей Уика, сможет защитить свою дочь в четвёртой ленте. Действие фильма будут разворачиваться в нескольких странах: в США, Японии, Франции, Германии и в Иордании.

## Маркетинг
23 июля 2022 года вышел первый тизер-трейлер к фильму. 10 ноября 2022 на официальном канале кинокомпании Lionsgate в YouTube появился первый полноценный трейлер, а 16 декабря — финальный, в котором показано возвращение Джона Уика в пустыню и встреча с главой преступного мира — Старейшиной.

## Прокат
В мае 2019 года компанией Lionsgate была объявлена первая дата выхода в кинопрокат США — 21 мая 2021 года. В мае 2020 года из-за пандемии коронавируса она была перенесена на 27 мая 2022 года. В итоге окончательной датой выхода в кинопрокат США стало 24 марта 2023 года. В кинопрокат России фильм вышел 23 марта того же года при поддержке компании «Атмосфера кино».
Лента удачно выступила в прокате, собрав за первую неделю выхода на широкие экраны, внушительную сумму почти в 200 миллионов долларов. За все время проката фильм собрал свыше 440 миллионов, став самым кассовым фильмом франшизы.

## Критика
Критики благосклонно встретили картину, отметив удачное сочетание ряда кинематографических жанров. На портале Metacritic в середине марта 2023 года оценка фильма составила 78 из 100.
Том Йоргенсен из IGN дал фильму максимальную оценку и назвал лучшим в серии, также посчитав, что он может называться лучшим боевиком за последнее десятилетие. Венди Айд из The Guardian оценила проект в 4 звезды из 5 и написала, что «эффектная каскадёрская работа» — одна из главных причин смотреть подобные фильмы. Брайан Таллерико из RogerEbert.com поставил картине 3 звезды с половиной, подчеркнув, что «всякий раз, когда Уик в действии, в нём так много изящества и изобретательности».

### Показ в России
Несмотря на бойкот России голливудскими кинокомпаниями из-за вторжения России на Украину, начавшегося в феврале 2022 года, и на то, что компания-продюсер фильма Lionsgate заявила о приостановлении своей деятельности в стране в апреле этого же года, «Джон Уик 4» всё же официально вышел в российский прокат одновременно с остальным миром. Данное решение было оценено западными журналистами неоднозначно. Особенно резко отреагировал Национальный союз кинематографистов Украины, который в открытом письме, адресованном участникам Каннского кинорынка, обвинил Lionsgate и другие студии, которые выпускают свои фильмы в России, в «поддержке терроризма». Джо Дрейк, один из председателей Lionsgate, оправдал это решение тем, что контракт на прокат фильма в России был заключён ещё до боевых действий, а потому компанией было принято решение исполнить свою часть оного.

## Продолжение
В августе 2020 года генеральный директор Lionsgate Джон Фелтхаймер подтвердил, что пятый фильм разрабатывается вместе с четвёртым. Хотя первоначально предполагалось, что он будет снят параллельно с четвёртым фильмом, в марте 2021 года Lionsgate решила отложить производство и сначала перейти к четвёртому. Киану Ривз заявил, что будет продолжать делать сиквелы до тех пор, пока фильмы будут успешными.
Ривз и Макшейн повторят свои роли Джона Уика и Уинстона Скотта в предстоящем спин-оффе «Балерина» с Аной Де Армас в главной роли балерины-киллера Руни Браун (заменив Юнити Фелан из третьего фильма). Позже Стахельски сказал, что четвёртый фильм является на некоторое время последним: «Как по-нашему, так мы с Киану на данный момент закончили. Мы собираемся дать Джону Уику отдохнуть. Я уверен, что у студии есть план. Если всем это нравится, и всё пройдёт чумово, то мы возьмём передышку. […] Выпьем пару двадцатилетних виски, запишем несколько идей на салфетках. Если эти идеи приживутся, возможно, мы снимем фильм». В мае 2022 года Стахельски заявил, что, хотя в четвёртом фильме есть некоторые «заключительные» элементы, во франшизе будет пятый фильм.